# Guritzer-van Nes A III
Die Guritzer-van Nes A III ist ein Ende der 1920er Jahre entwickeltes österreichisches Schul- und Sportflugzeug.

## Entwicklung
Im Jahr 1926 gründeten der österreichische Pilot Johann Guritzer und der deutsche Flugzeugkonstrukteur Wilhelm van Nes in Salzburg ein kleines Flugunternehmen, mit dem sie zahlenden Fluggästen Rundflüge anboten. Anfangs dienten noch eine von Guritzer angemietete Daimler L 20 und ein van Nes gehörendes Kleinflugzeug von Stahlwerk Mark als Beförderungsmittel, doch wurde bald beschlossen, eigene Typen für das Unternehmen zu konstruieren. Als erstes entwarf van Nes 1927 die beiden Muster A I und A II, zwei weitestgehend baugleiche Anderthalbdecker, bei der die obere Tragfläche im Vergleich zur unteren eine wesentlich geringere Spannweite aufwies. Sie unterschieden sich hauptsächlich durch die Motorisierung voneinander und blieben Einzelstücke. Nachdem die Firma wegen fehlender Finanzen 1928 aufgelöst werden musste, gab Guritzer im gleichen Jahr in St. Johann im Pongau den Bau eines weiteren Flugzeuges, der A III, in Auftrag. Auch sie war weitgehend mit ihren Vorgängern identisch, besaß aber mit einem tschechischen 60-PS-Triebwerk Walter NZ-60 einen wesentlich leistungsstärkeren Antrieb. Der Erstflug erfolgte im Sommer 1929 vom Flughafen Aspern aus. Wer den Bau finanzierte, ist unklar. Einen eventuellen Anhaltspunkt könnte die bei der Zulassung der A III als A 64 getätigte Eintragung der österreichisch-britischen Schicht-Lever Bros GmbH als Eigentümerin bieten. Guritzer jedenfalls führte mit der A III in den folgenden Jahren bis zu seinem tödlichen Absturz im August 1932 regelmäßig Reklameflüge für das Unternehmen aus und bewarb mit ihr dessen Produkte Lux und Rinso, deren Schriftzüge großflächig auf den Rumpfseiten angebracht wurden.
Ein Intermezzo bildete die geplante Teilnahme am Europarundflug von 1929. Van Nes hatte offiziell die A II mit Guritzer als Flugzeugführer angemeldet, allerdings den Walter-Antrieb mit 60 PS als Motorisierung angegeben, was darauf schließen lässt, dass eigentlich die damit ausgestattete A III für die Teilnahme vorgesehen war. Dies wird durch eine Fotografie untermauert, die das Flugzeug mit der zünftigen, offenbar im Voraus angebrachten Wettbewerbskennung C 8 zeigt (siehe Bild oben). Weder Guritzer noch die A III waren letztendlich bei dem Wettbewerb anwesend, die Gründe dafür sind wahrscheinlich in den schon erwähnten finanziellen Engpässen zu suchen.

## Technische Daten

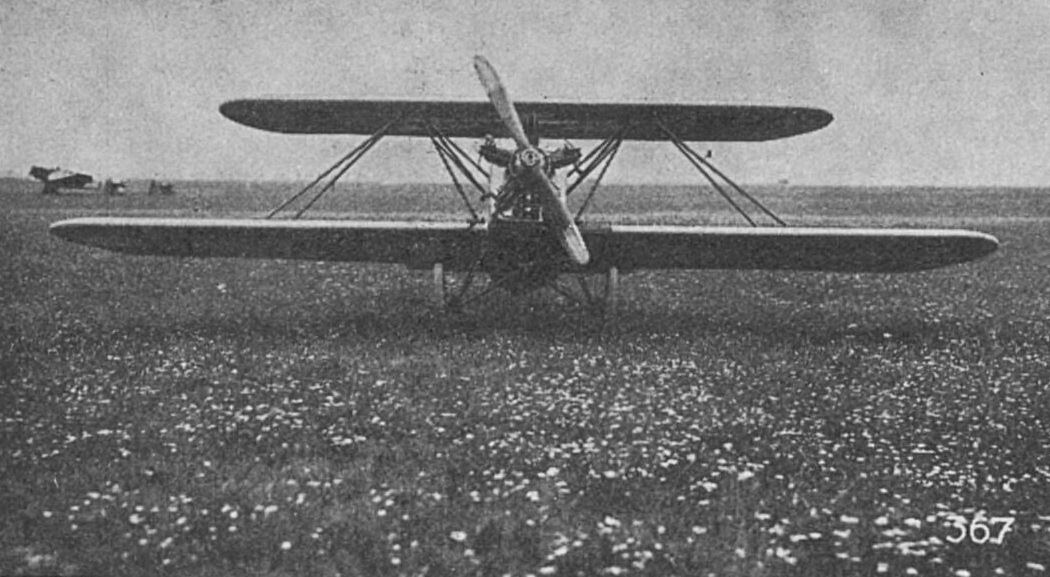
In der Vorderansicht ist der deutlich kürzere Oberflügel gut sichtbar

| Kenngröße             | Daten                                     |
| --------------------- | ----------------------------------------- |
| Besatzung             | 2                                         |
| Spannweite            | 6,00 m (oben) 8,70 m (unten)              |
| Länge                 | 6,00 m                                    |
| Höhe                  | 2,40 m                                    |
| Flügelfläche          | 17,0 m²                                   |
| Leermasse             | 340 kg                                    |
| Startmasse            | 560 kg                                    |
| Antrieb               | ein luftgekühlter Fünfzylinder-Sternmotor |
| Typ, Leistung         | Walter NZ-60, 60 PS (44 kW)               |
| Höchstgeschwindigkeit | 160 km/h                                  |
| Gipfelhöhe            | 4200 m                                    |